# میرابوالفضل عنقای طالقانی

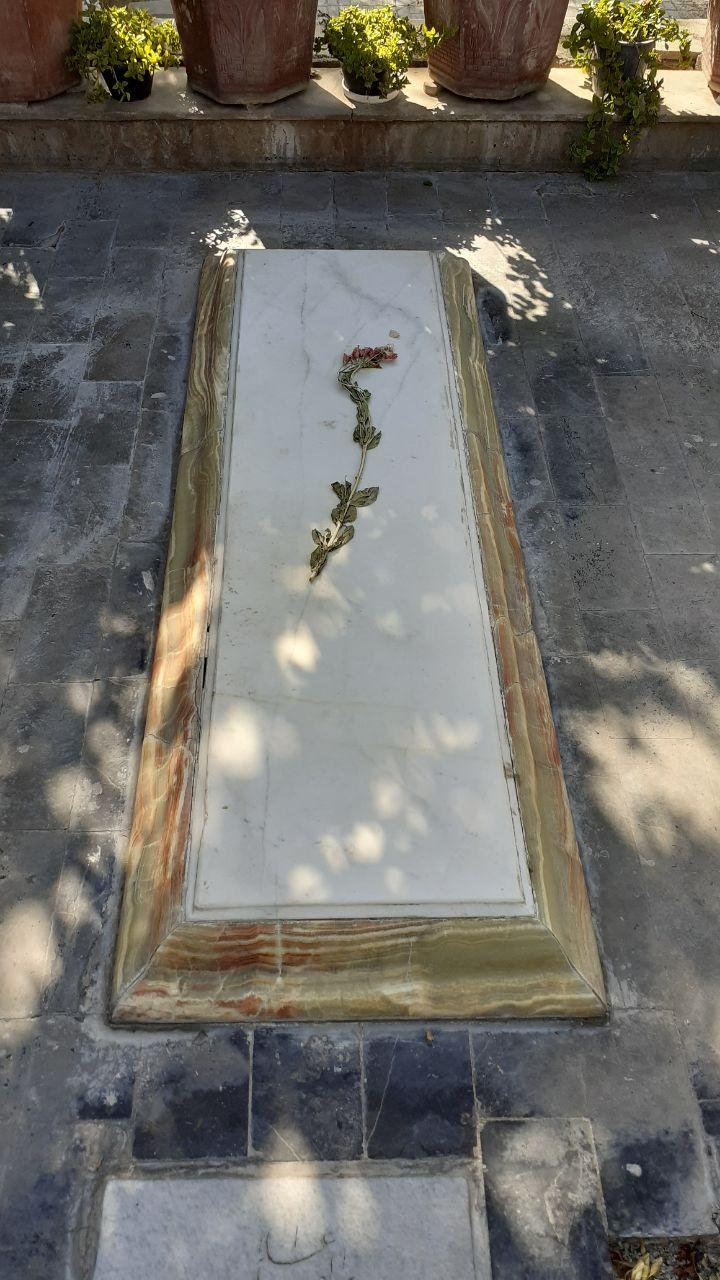
آرامگاه عنقا در گورستان ابن بابویه

جلال‌الدین علی میرزا ابوالفضل عنقای طالقانی (۱۲۶۶–۱۳۳۳ ق در تهران) شاعر و عارف اهل ایران و احیاگر سلسلهٔ عرفانی اویسیه و همچنین بزرگ خاندان «عنقا» بود.

## اساتید
جلال‌الدین عنقا فرزند علی بن هاشم کرکبودی طالقانی بود. او تحصیلات اولیهٔ خود را در شهر قزوین گذراند و نزد پدرش با عرفان آشنا شد. سپس در همان شهر نزد سید رضی حکیم‌اللهی به تحصیل حکمت و کلام پرداخت.

## آثار

### نظم
- حقایق المناقب (مجموعه شعر مذهبی در مدح اهل بیت)
- انوار قلوب‌السالکین (مجموعه شعر)
- مسمط عشقیه
- مثنوی آیین جهانبانی و آیین جهانداری
- اشارت حسینیه (در رثای حسین بن علی بر وزن مثنوی معنوی، ۱۳۱۲ ق)
- منتخب دیوان عنقا (چاپ سنگی)
- مثنوی غنچه باز در شرح کتاب گلشن راز، نوشتهٔ محمود شبستری[۱]شرح
- غزلیات شوقیه و ذوقیه
- دیوان عنقا
- شرح حدیث العلم نقطة کثرها الجاهلون، در بحر مثنوی شامل 110 بیت به نام آقا عبدالقادر جهرمی شیرازی سروده است.

### نثر
- عقاید حقه در اثبات اصول دین و مذهب
- رسالهٔ اثبات نبوت و ولایت خاصه
- رساله در بیان اسرار حروف
- رسالهٔ صحو
- بررسی احادیث قدسی
- رسالهٔ اصطلاح[۱]
- آداب الفقر در سلوک
- انوار الحقیقه (در نبوت و ولایت خاصه در چهارده نور)
- رساله در بیان بعضی اسرار حروف
- تحقیق اصول فقر در عرفان و مقامات خاصه آن
- تفسیر و تأویل آیات کریمه قرآن مجید
- حاشیه البهجه المرضیه
- رساله صحو در احادیث قدسی
- رساله اصطلام
- رساله اماجد الأمجد